# 小得江站
小得江站是位于中华人民共和国云南省曲靖市罗平县长底布依族乡小得江的一个铁路车站，建于1997年，目前为五等站，隶属中国铁路昆明局集团管辖，西距昆明站255公里，东距威舍站53公里，南宁站573公里。该站仅办理昆明与威舍间普慢列车的旅客乘降；不办理货运业务。

## 历史
- 建于1997年。